# اس‌تی‌اس-۲۷
اس‌تی‌اس-۲۷ (انگلیسی: STS-27) یکی از مأموریت‌های برنامه شاتل‌های فضایی بود که در تاریخ ۲ دسامبر ۱۹۸۸ از پایگاه فضایی کندی به فضا پرتاب شد. این مأموریت حدوداً ۴ روزه توسط شاتل آتلانتیس انجام گرفت و هدف اصلی آن نصب ماهواره ویژه متعلق به وزارت دفاع ایالات متحده آمریکا در مدار خود بود.

## نگارخانه

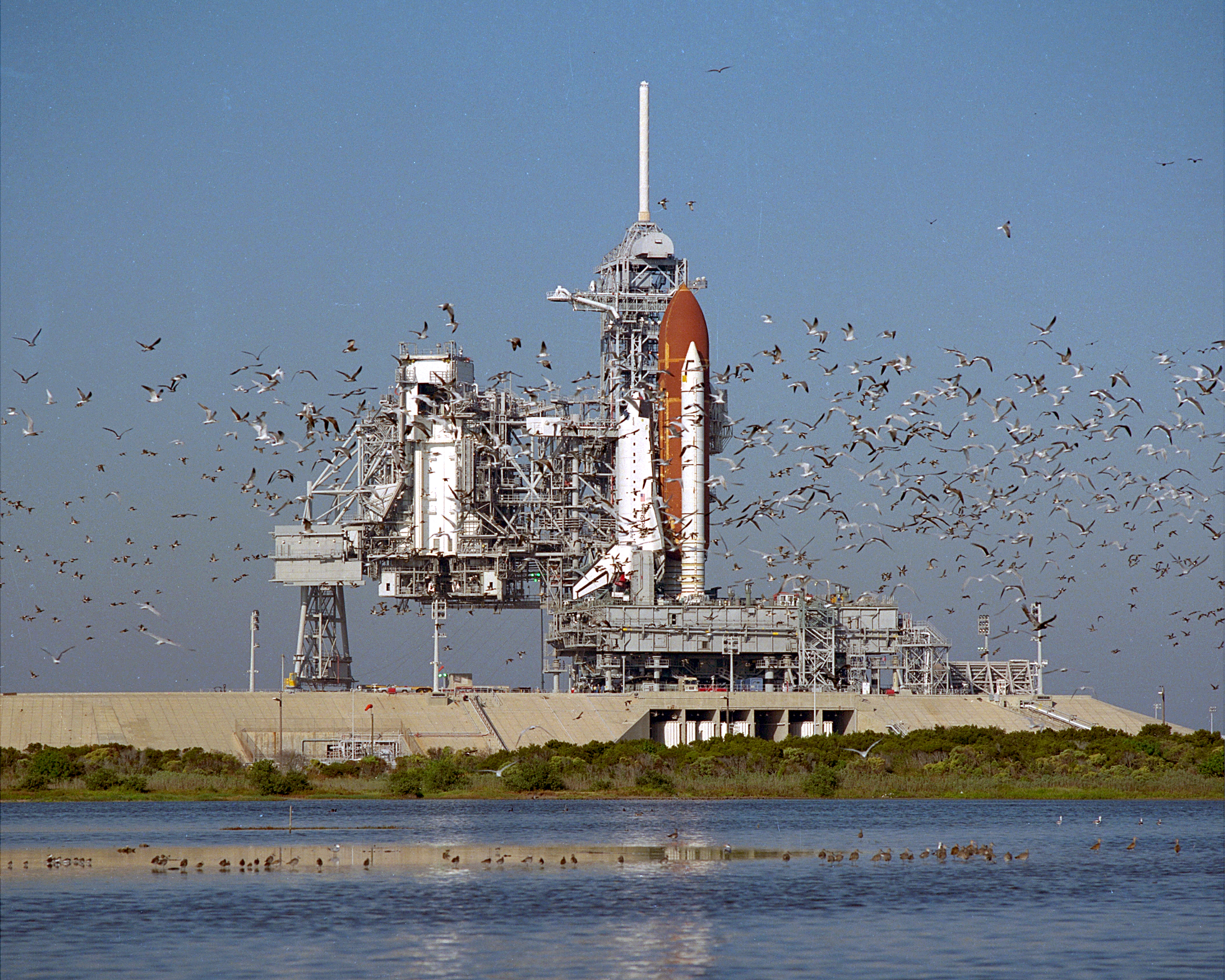
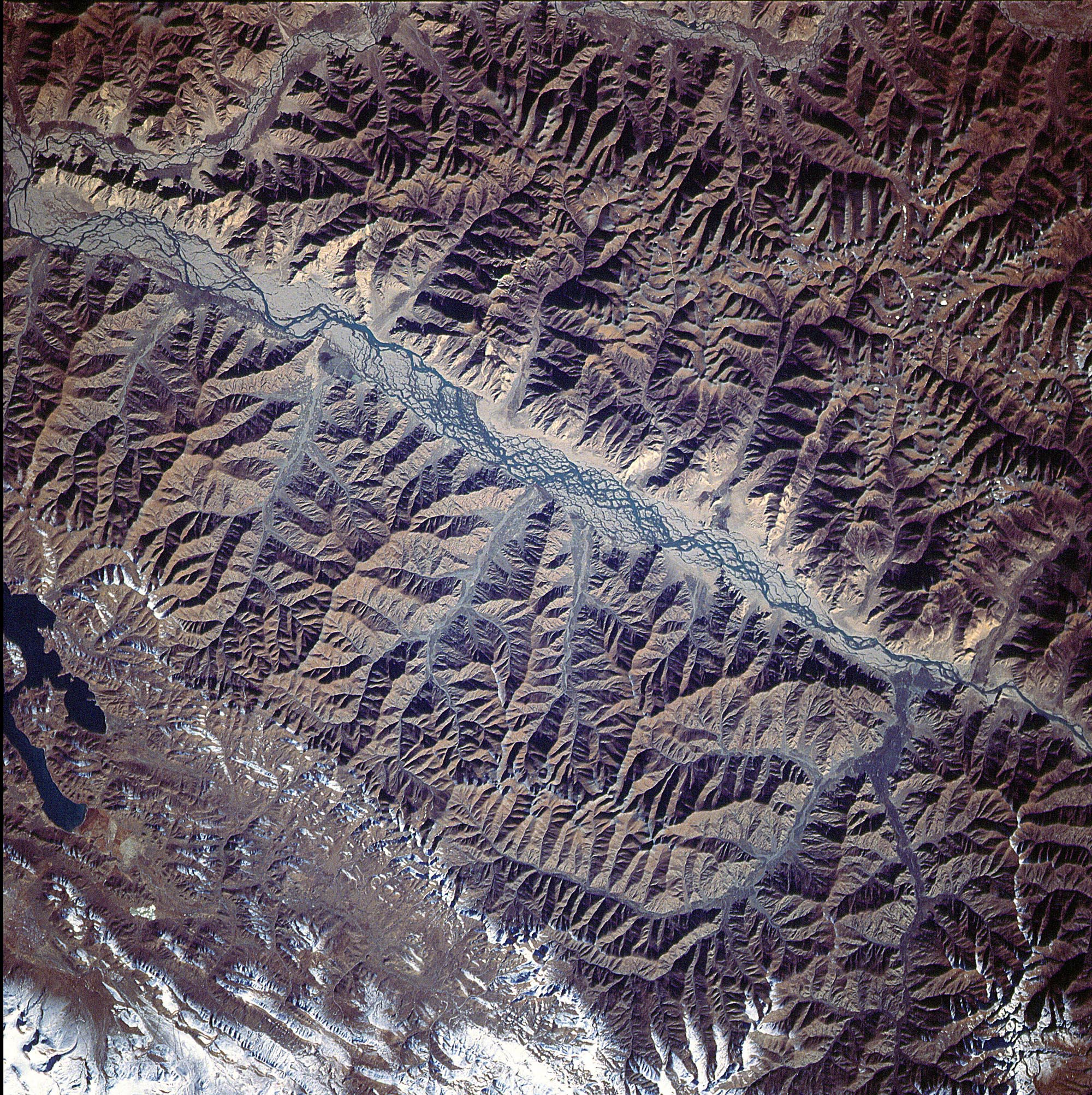
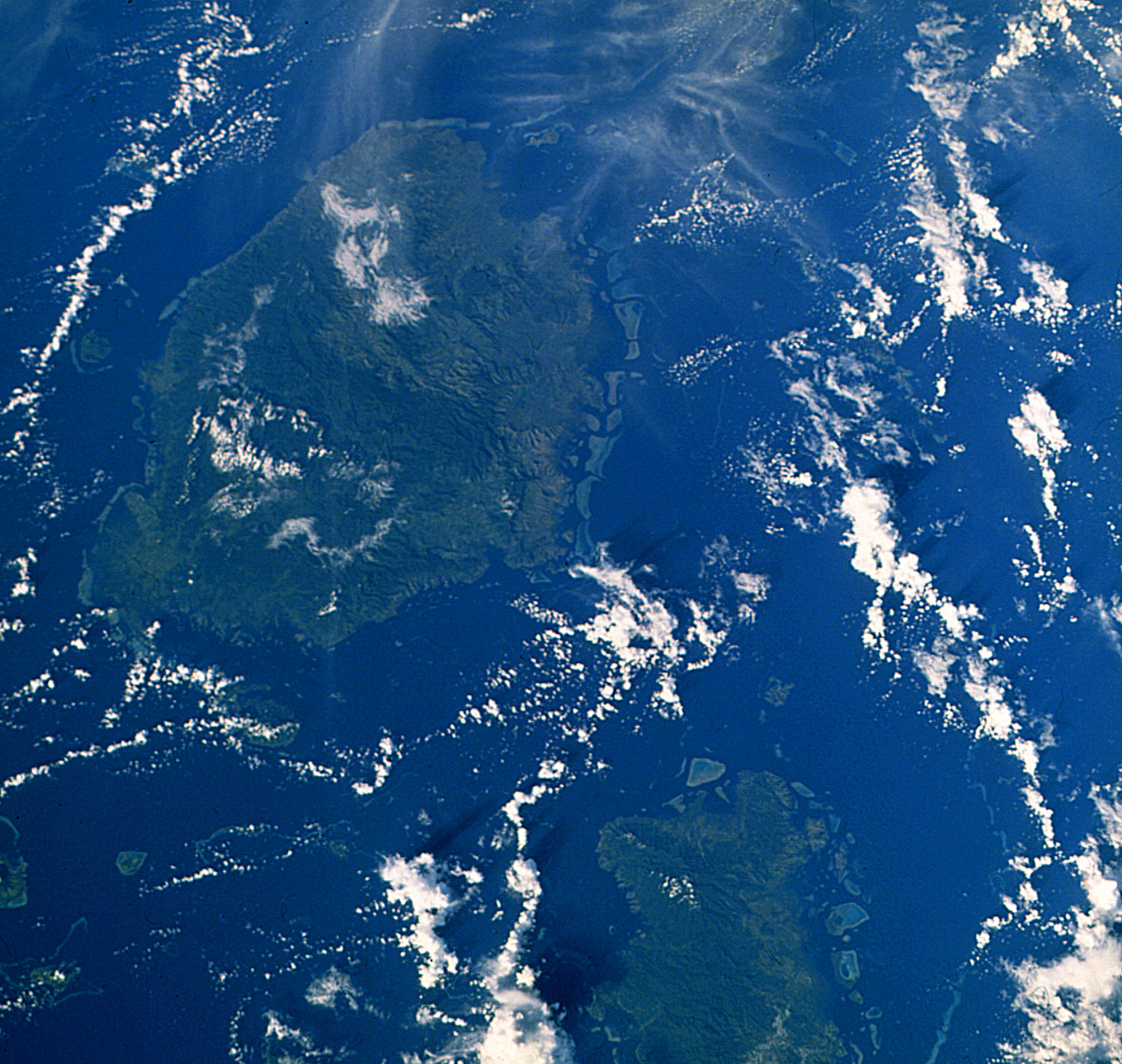